# استن دیکسون
استن دیکسون (انگلیسی: Stan Dixon؛ ۲۶ مه ۱۸۹۴ – ۱۳ اوت ۱۹۷۹) بازیکن فوتبال بود.
از باشگاه‌هایی که در آن بازی کرده‌است می‌توان به باشگاه فوتبال نیوکاسل یونایتد اشاره کرد.